# آلیسا یونگ

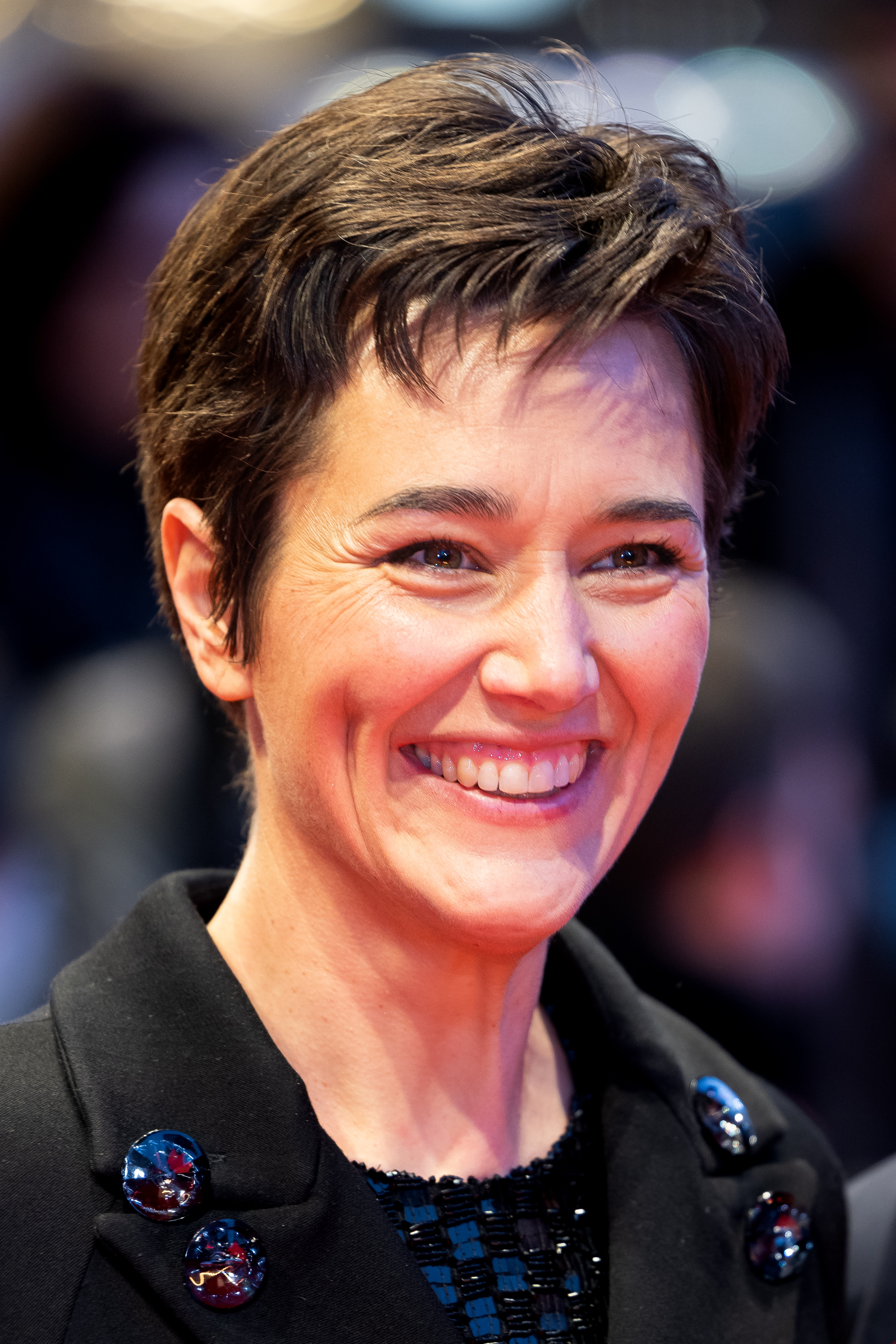
آلیسا یونگ - ۲۰۲۵

آلیسا یونگ (زاده ۳۰ ژوئن ۱۹۸۱ در مونستر) یک هنرپیشه، بازیگر و صداپیشه رادیویی و پزشک آلمانی است.
او در کودکی ابتدا فیلم و سریال را دوبله کرد، سپس بازیگری را در تئاتر آغاز کرد و در سریال بیمارستان ARD In aller Friendship از سال ۱۹۹۸ تا ۲۰۰۵ در نقش آلینا هایلمن دیده شد. در سال ۲۰۰۶ او نقش اصلی را در سریال تلویزیونی پروانه‌ها در شکم از طرف شبکه Sat.۱ دریافت کرد. او در سال ۲۰۱۲ با بازی در نقش اصلی فیلم دو قسمتی او ماریا بود (ماریا دی نازارت) که فیلم مذهبی با سرمایه واتیکان بود، در سطح بین‌المللی شناخته شد.

## زندگی
آلیسا یونگ در پایان ژوئن ۱۹۸۱ به عنوان اولین دختر سیاستمدار حزب سوسیال دموکرات آلمان بورکهارد یونگ (شهردار لایپزیگ از سال ۲۰۰۶) و پرستار سابق کودکان و بعدها موسیقی درمانگر جولیان کرشنر به دنیا آمد. او سه خواهر و برادر دارد.
در سال ۲۰۰۸، همراه با بازیگر همکارش جانین اولمان، سازمان کمکی مدارس برای هائیتی را راه اندازی کرد که از سال ۲۰۱۱ به عنوان رئیس انجمن صلح قلم کاغذی، ریاست آن را بر عهده داشت. این انجمن متعهد به آموزش در آمریکای مرکزی و اروپا است و از جمله، دو مدرسه در پورتو پرنس (هائیتی) را تأمین مالی می‌کند و از پروژه‌های آموزشی برای تشدید احساس مسئولیت جهانی در بین جوانان آلمان و ایتالیا استفاده می‌کند.
او در سال ۲۰۱۵ برای پایان تحصیلات پزشکی خود را از بازیگری باز تشسته کرد. او دکترای خود را در سال ۲۰۱۷ با موضوع کمبود روی و افسردگی مرتبط با آن دریافت کرد. او پایان‌نامه خود را به انگلیسی تحت عنوان کمبود روی با علائم افسردگی همراه است: نتایج حاصل از مطالعه پیری برلین II نوشت. او سپس به مدت دو سال به عنوان پزشک اطفال در یک کلینیک برلین کار کرد.
یونگ و شریک سابقش، مجری یان هان (۱۹۷۳–۲۰۲۱)، یک پسر با هم دارند (* ۱۹۹۹) و یک دختر (* ۲۰۰۴). آنها در پاییز ۲۰۰۶ پس از هشت سال آشنایی ازدواج کردند. 1984). این زوج در برلین و رم زندگی می‌کنند.

## حرفه

### آغاز و تئاتر
از سال ۱۹۹۲ تا ۱۹۹۹، یونگ عضو گروه نمایش رادیویی کودکان MDR بود و پس از تماس رادیویی، فیلم‌ها و سریال‌های مختلف کودکان را دوبله کرد. در سال ۱۹۹۸ او صداپیشگی سیمونه را در دوبله آلمانی فیلم افسانه ای چک سه شاهزاده خسته (O třech ospalých princeznách) انجام داد. در سال ۱۹۹۶ اولین بازی خود را روی صحنه انجام داد و از جمله در تئاتر لایپزیگ شیله در نقش آنتیگون و در شوسپیل لایپزیگ در فیلم زرد جف نون بازی کرد.

### سینما و تلویزیون
یونگ در ۱۶ سالگی برای تلویزیون در حین اجرای تئاتر کشف شد. یک سال بعد او نقش اصلی را در سریال بیمارستان آ.ار.د In aller Friendship در نقش دانشجو و بعداً کنترل‌کننده ترافیک هوایی آلینا هیلمان، دختر شخصیت اصلی دکتر، به او دادند. رولاند هایلمان (توماس رومان) و آرایشگر پیا هایلمان (هندریکجه فیتز). بارداری با پسر اولش در فیلمنامه‌های سریال In aller Friendship ادغام شد؛ شخصیتی که یونگ بازی می‌کند نیز در فصل دوم باردار می‌شود. او تا زمان مرگش در سال ۲۰۰۵ در ۶۳ قسمت ظاهر شد.
پس از ترک In aller Friendship، او نقش اصلی آژانس مسافرتی آموزش دیده Nelly Heldmann را در برنامه تلویزیونی Sat.۱ پروانه‌ها در شکم از سال ۲۰۰۶ تا ۲۰۰۷ بر عهده گرفت. در سال ۲۰۱۲، او جاکومو کامپیوتی را برای نقش اصلی فیلم دو قسمتی او نامش ماریا انتخاب کرد که شهرت بین‌المللی برای او به ارمغان آورد. در کمدی با هویت اشتباه فلوریان فروشمایر ، لباس عروسی خواهرم، در همان سال، او در نقش دو خواهر دوقلوی همسان سینا ماری و سوفی دهرندورف در کنار دیوید روت بازی کرد.
در سال ۲۰۱۵، یونگ ابتدا از تجارت بازیگری کناره‌گیری کرد. آخرین پروژه‌ها با او در سال ۲۰۱۶ پخش شد. در سال ۲۰۱۹ او سرانجام با فیلم تلویزیونی تحسین شده ZDF The Human Possible به حرفه بازیگری بازگشت که برای آن نامزد جایزه گریم ۲۰۲۰ شد. در سریال درام شش قسمتی ZDF The Raid، او در بهار ۲۰۲۲ به عنوان بازیگر نقش مکمل زن در نقش پترا لاوز، یکی از بازیگران معمولی بود.

## فیلم‌شناسی

### سینما
- 2010: Schafe zählen (Kurzfilm)
- 2012: Ihr Name war Maria (Maria di Nazaret) (Zweiteiler)
- 2013: Der Passagier (Kurzfilm)
- 2013: Zweisitzrakete
- 2016: Open My Eyes

### تلویزیون

#### فیلم‌های تلویزیونی
- 2001: Besuch aus Bangkok
- 2007: Frühstück mit einer Unbekannten
- 2008: Der letzte Grieche
- 2010: Des Kaisers neue Kleider
- 2011: Im Brautkleid meiner Schwester
- 2019: Das Menschenmögliche
- 2022: Einsatz in den Alpen – Der Armbrustkiller

#### سریال‌ها و سریال‌های تلویزیونی
- 2001: Alphateam – Die Lebensretter im OP (Folge Aussenseiter)
- 2002–2003: Körner und Köter (9 Folgen)
- 2003–2022: SOKO Köln (verschiedene Rollen, 3 Folgen)
- 2004: SOKO Leipzig (Folge Sein letztes Date)
- 2004: Hallo Robbie! (Folge Flaschenpost)
- 2004: Die Wache (Folge Schein und Sein)
- 2005: Die Rettungsflieger (Folge Trennung)
- 2006–2007: Schmetterlinge im Bauch (123 Folgen)
- 2007: Kommissar Stolberg (Folge Der Sonnenkönig)
- 2007: SOKO Wismar (Folge Spitzenleistung)
- 2008: Im Tal der wilden Rosen – Fluss der Liebe
- 2008: Inga Lindström – Hochzeit in Hardingsholm
- 2008–2014: Alarm für Cobra 11 – Die Autobahnpolizei (verschiedene Rollen, 2 Folgen)
- 2009: Küstenwache (Folge Grausame Täuschung)
- 2010: Tatort: Der Polizistinnenmörder
- 2010: Rosamunde Pilcher – Wenn das Herz zerbricht
- 2013: Heiter bis tödlich: Morden im Norden (Fernsehserie, Folge Auf Herz und Nieren)
- 2014: Die Familiendetektivin (Fernsehserie, Folge Brüderchen und Schwesterchen)
- 2014: Die Bergretter (Fernsehserie, Folge Gefangen im Eis)
- 2015: Bettys Diagnose (Fernsehserie, Folge Fieber)
- 2015: SOKO 5113 (Fernsehserie, Folge Die Kinder der Agathe S.)
- 2015: Einfach Rosa – Die Hochzeitsplanerin
- 2016: Inga Lindström – Gretas Hochzeit
- 2022: Der Überfall (6 Folgen)
- 2022: Doktor Ballouz (Fernsehserie, Folge Erinnerungen)

### نقش‌های دوبله
- ۱۹۹۸: سه شاهزاده خانم خسته (O třech ospalých princeznách) در نقش سیمون برای ماگدالنا کرزووا

## لینک‌های وب
- آثار نوشته‌شده یا دربارهٔ آلیسا یونگ در برگه‌دان کتابخانهٔ ملی آلمان  (als Schauspielerin)
- آثار نوشته‌شده یا دربارهٔ آلیسا یونگ در برگه‌دان کتابخانهٔ ملی آلمان  (als Ärztin)
- لطفاً از یک الگوی IMDb مشخص‌تر استفاده کنید. برای الگوهای در دسترس، توضیحات را ببینید.

- Alissa Jung bei Crew United
- آلیسا یونگ در Deutsche Synchronkartei
- آلیسا یونگ در filmportal.de
- Alissa Jung bei schauspielervideos.de
- Alissa Jung bei der Agentur Fitz + Skoglund
- Website von Alissa Jung

## شواهد فردی
1. 1 2  Nicole Rieß (2019-07-09). "Fernsehen: Ärztin oder Schauspielerin – Alissa Jung möchte am liebsten beides sein" (به آلمانی). Retrieved 2019-07-09.
2. ↑  بایگانی‌شده  در [تاریخ ناموجود] توسط pen-paper-peace.org [خطا: نشانی ناشناختهٔ بایگانی]
3. ↑  Zinc deficiency is associated with depressive symptoms: results from the Berlin Aging Study II[پیوند مرده] Dissertation von Alissa Jung bei refubium.fu-berlin.de.
4. ↑  RP ONLINE (2007-08-28). "Soap-Star und TV-Moderator: Alissa Jung und Jan Hahn: Trennung nach acht Jahren" (به آلمانی). Retrieved 2007-08-28.
5. ↑  "Der Berliner TV-Star Alissa Jung spricht in der B.Z. am Sonntag über ihr Liebes-Aus mit Sat.1-Moderator Jan Hahn und ihr Leben als Mutter, Studentin und Schauspielerin – B.Z. – Die Stimme Berlins". Berliner Zeitung (به آلمانی). 2008-05-04. Retrieved 2008-05-04.
6. ↑  "Alissa Jung fand nach 5 Jahren neue Liebe – B.Z. – Die Stimme Berlins". Berliner Zeitung (به آلمانی). 2012-11-24. Retrieved 2012-11-24.
7. ↑  "Nominierungen für den Grimme-Preis 2020". grimme-preis.de. Retrieved 2020-02-24.